# 私的録音録画補償金管理協会
一般社団法人私的録音録画補償金管理協会（してきろくおんほろくがしょうきんかんりきょうかい、略称：SARAH（サーラ、Society for Administration of Remuneration for Audio Home Recording））は、著作権制度のうち、私的録音録画補償金制度の録音関係の管理及び著作権思想の普及活動などを行っている一般社団法人である。

## 構成団体
- 日本音楽著作権協会（JASRAC）
- 日本芸能実演家団体協議会
- 日本レコード協会（RIAJ）

## 関連団体
- 私的録画補償金管理協会